# Kanako Kobayashi
Pour les articles homonymes, voir Kobayashi.
Pas d'image ? Cliquez ici

a Compétitions nationales et continentales officielles uniquement.

b Matchs officiels uniquement.
Kanako Kobayashi (小林 花奈子, Kobayashi Kanako), née le 13 novembre 1998 à Kanagawa (Japon), est une joueuse internationale japonaise de rugby à XV qui évolue au poste de centre.

## Biographie
Kanako Kobayashi naît le 13 novembre 1998. Elle commence la pratique du rugby à XV à l'âge de neuf ans : ses parents sont deux passionnés de rugby et l'encouragent. De plus, sa famille habite juste à côté du stade où son frère ainé joue régulièrement. Elle est ensuite scolarisée au lycée Iwami Chisuikan, connu pour sa bonne section rugby.
Elle fait ses études à la prestigieuse université des Sciences du sport (en) (Nippon taiiku daigaku) de Tokyo, où elle remporte deux titres nationaux successifs, en 2018 et 2019. Elle devient internationale japonaise en novembre 2019 contre l'Italie, à L'Aquila.
Diplômée de l'université, elle joue brièvement avec les Artemi Stars de Yokogawa, puis rejoint les Exeter Chiefs en 2021. Sa première saison anglaise se conclue par une finale, perdue contre les Saracens (21-43). Elle est titulaire au centre, aux côtés de Gabby Cantorna.
Gravement blessée à un genou, elle rate la Coupe du monde 2021 et ne joue pas un match de la saison 2022-2023.
Elle revient lors de la saison 2023-2024 et dispute la première édition du WXV avec son équipe nationale. Elle joue douze rencontres de Premiership avec les Exeter Chiefs.[réf. nécessaire]
En septembre 2024, elle est à nouveau sélectionnée pour jouer le WXV, où elle est remplaçante derrière la paire Hirotsu (en)-Furuta.[réf. nécessaire] À la fin de la saison, elle quitte les Exeter Chiefs.
En juillet 2025, comptant désormais 20 capes en équipe nationale, elle est à nouveau retenue pour la Coupe du monde.

## Palmarès
- Vainqueur du Championnat du Japon en 2018 et 2019.
- Finaliste du Championnat d'Angleterre en 2022.